# Den gamle gadelygte (Der var engang...)
 Den gamle gadelygte er en tegnefilm i serien Der var engang... (eng. titel The Fairytaler), der blev udsendt i forbindelse med H.C. Andersens 200 års fødselsdag i 2005.
Danske Stemmer:
- H.C. Andersen Henrik Koefoed
- Gadelygte Stig Hoffmeyer
- Sildehoved Thomas Mørk
- Træstykke Ole Ernst
- Sankt Hansorm Tammi Øst
- Vægter Nis Bank-Mikkelsen
- Vægterens kone Anne Marie Helger
- Rådmand Søren Spanning
- Digter Nikolaj Kopernikus

Øvrige stemmer:
- Silas Addington
- Sofus Addington
- Amanda Brunchmann
- Nikolaj Kopernikus
- Daniel Vognstrup
- Michael Elo
- Timm Mehrens

Bagom:
- Instruktør: Jørgen Lerdam
- Original musik af: Gregory Magee
- Hovedforfatter: Gareth Williams
- Manuskriptredaktører: Linda O' Sullivan, Cecilie Olrik
- Oversættelse: Jakob Eriksen
- Lydstudie: Nordisk Film Audio
- Stemmeinstruktør: Steffen Addington
- Animation produceret af: A. Film A/S
- Animationsstudie: Wang Film Production

En co-produktion mellem
Egmont Imagination, A. Film & Magma Film
I samarbejde med:
Super RTL & DR TV